# Đàn Nam Giao (triều Hồ)
Đàn Tế Nam Giao hay đàn Nam Giao nhà Hồ là một di tích thuộc khu di tích thành nhà Hồ, tỉnh Thanh Hóa. Xưa kia đây là nơi hàng năm triều nhà Hồ tiến hành lễ tế trời, cầu cho quốc thái, dân an hoặc lễ tế vào những dịp đại xá thiên hạ. Năm 2007, di tích khảo cổ địa điểm đàn tế Nam Giao - Tây Đô đã được xếp hạng di tích quốc gia.

## Xây dựng
Năm Canh Thìn (1400) Hồ Quý Ly lên ngôi, lập ra triều đại nhà Hồ và lập kinh đô mới là Tây Đô. Năm 1402, vua Hồ Hán Thương đã cho xây dựng đàn tế Nam Giao ở Đốn Sơn. Sách Đại Việt sử ký toàn thư đã ghi:
"Nhâm Ngọ 1402, tháng 8, Hán Thương sai đắp đàn Nam Giao ở núi Đốn Sơn để làm lễ tế Giao; đại xá thiên hạ. Ngày hôm tế, Hán Thương ngồi trên kiệu Vân Long do cửa nam đi ra."
Chữ "Giao" có một nghĩa là lễ tế trời ở vùng phía nam kinh thành. Vì vậy, lễ tế này thường gọi là lễ tế Nam Giao, nơi thực hiện nghi lễ này gọi là đàn Nam Giao.

## Vị trí
Đàn Nam Giao nay thuộc địa giới hành chính thị trấn Vĩnh Lộc (trước đây là xã Vĩnh Thành, sau đó xã Vĩnh Thành được sát nhập vào thị trấn Vĩnh Lộc), huyện Vĩnh Lộc, tỉnh Thanh Hoá, cách thành nhà Hồ khoảng 2,5 km về phía đông nam. Di tích này cách thành phố Thanh Hóa khoảng 45 km về phía tây bắc theo quốc lộ 45, cách thị trấn Hà Trung khoảng 27 km về phía tây theo tỉnh lộ 217.

## Hiện trạng
Đàn Nam Giao có diện tích khoảng hơn 2 ha, lưng tựa Đốn Sơn (núi Đún), tiền án là "cánh đồng Nam Giao". Tại đây có những dấu tích kiến trúc của các cấp nền bao (nền Thượng, nền Trung, nền Hạ). Vật liệu kiến trúc chính để xây dựng đàn là đá xanh và nhóm vật liệu bằng đất nung (gạch, ngói…). Hiện còn dấu tích con đường linh đạo được lát bằng những phiến đá xanh mài nhẵn, mà trước kia vua đi trên con đường này để vào khu vực tế chính.
Một công trình được bảo tồn khá nguyên vẹn ở đây là Giếng Vua, còn gọi là Ngự Dục, Ngự Duyên. Giếng có hình vuông, được kè đá theo các cấp bậc nhỏ dần vào lòng. Ở độ sâu khoảng 10m so với nền đàn trung tâm, các nhà khảo cổ đã tìm ra mạch nước của giếng cổ.
Xung quanh khu vực đàn Nam Giao, nay có các địa danh như Dọc Bái, Dọc Sen… Tương truyền trước kia khi tế lễ, dân chỉ được đứng ở phía xa để bái vọng.

## Khai quật di tích
Năm 2004, một cuộc khai quật với diện tích khai quật 800 m² đã phát lộ di tích chỉ cách mặt đất khoảng 20 cm đến 40 cm. Nhiều hiện vật quan trọng đã được phát hiện. Theo nhà khảo cổ học Nguyễn Hồng Kiên, "cho đến thời điểm này, đây là đàn tế Nam Giao còn lại nguyên vẹn nhất và có thể được xem là quý giá nhất Việt Nam".
Cuộc khai quật, khảo cổ thứ hai năm 2007 được tiến hành trên diện tích 2000 m² và cuộc khai quật, khảo cổ thứ ba năm 2008 đã mở rộng diện tích khai quật thêm 3000 m². Trong các năm từ 2009 đến 2011, tiến hành khai quật, khảo cổ tổng thể di tích trên diện tích 24.000 m².